# Paul Benacerraf
Paul Joseph Salomon Benacerraf (* 26. März 1931 in Paris; † 13. Januar 2025) war ein amerikanischer Philosoph, der sich vor allem mit der Philosophie der Mathematik befasste. Sein Interesse galt überdies der Logik, Erkenntnistheorie, Metaphysik und Sprachphilosophie.

## Leben und Werk
Benacerrafs sephardische Eltern stammten aus Marokko, aufgewachsen ist er in Paris. Sein Bruder war der mit dem Nobelpreis ausgezeichnete Mediziner Baruj Benacerraf. Er studierte an der Princeton University, wo er 1960 den Ph.D. erwarb. Von 1960 bis zu seiner Emeritierung 2007 war er in Princeton Professor der Philosophie.
Am bekanntesten ist er wohl für seinen Artikel What Numbers Could Not Be (1965) sowie für die Mitherausgabe von Philosophy of Mathematics: Selected Readings. Außerdem machte er sich als Kritiker des Platonismus einen Namen. 1998 wurde er in die American Academy of Arts and Sciences gewählt.

## Schriften
- Logicism, Some Considerations Princeton, Dissertation, University Microfilms 1960.
- What Numbers Could Not Be, The Philosophical Review 74, 1965, S. 47–73.
- God, the Devil, and Gödel, The Monist 51, 1967. S. 9–33.
- Mathematical Truth, The Journal of Philosophy 70, 1973, S. 661–679.
- Frege: The Last Logicist, The Foundations of Analytic Philosophy, Midwest Studies in Philosophy 6, 1981, S. 17–35.
- Skolem and the Skeptic, Proceedings of the Aristotelian Society, Supplementary Volume 56, 1985, S. 85–115.
- Paul Benacerraf/Hilary Putnam (Hrsg.): Philosophy of Mathematics. Selected Readings. Cambridge University Press: New York, 2. Aufl. 1983.